# Kōsuke Saitō (Fußballspieler)
Kōsuke Saitō (jap. 齋藤 功佑, Saitō Kōsuke; * 16. Juni 1997 in Yokohama, Präfektur Kanagawa) ist ein japanischer Fußballspieler. 

## Karriere
Kōsuke Saitō erlernte das Fußballspielen in der Jugendmannschaft vom Yokohama FC. Hier unterschrieb er 2016 seinen ersten Profivertrag. Der Verein aus Yokohama spielte in der zweithöchsten Liga des Landes, der J2 League. 2019 wurde er mit dem Verein Vizemeister und stieg in die erste Liga auf.  Am Ende der Saison 2021 belegte er mit dem Verein den letzten Tabellenplatz und musste somit in die zweite Liga absteigen. Am Ende der Saison 2022 feierte er mit Yokohama die Vizemeisterschaft der zweiten Liga und den Aufstieg in die erste Liga. Nach dem Aufstieg verließ er den Verein und schloss sich dem Zweitligisten Tokyo Verdy an. Am Ende der Saison 2023 wurde er mit Verdy Tabellendritter. In den Aufstiegsspielen konnte man sich durchsetzen und stieg in die erste Liga auf.

## Erfolge
Yokohama FC
- Japanischer Zweitligavizemeister: 2019  ▲
- Japanischer Zweitligavizemeister: 2022  ▲